# 橘真央
橘 真央（たちばな まお、1981年12月20日 - ）は、日本の元AV女優。
神奈川県出身。
血液型：O型 、身長：152cm 、スリーサイズ：B83・W58・H84 、Cカップ。

## 略歴
2004年にAVデビュー。主に企画系の作品に出演した。レズもの作品の出演も多かった。
2005年7月、『橘真央のレズバージン千人斬り』（ハンドメイドヒョジン）で監督デビューを果たした。
2006年に引退した。

## 作品

### アダルトビデオ
2004年
- 熱風戦隊ツヨレンジャーACT02（8月6日、GIGA）
- 女体拷問 3（8月20日、GIGA）
- 心霊スポットFUCK 〜ほんとにあった!エロいビデオ〜（9月3日、TMA）
- 放課後レズレッスン（9月9日、ハンドメイドヒョジン）
- 忍者Vol．36（9月10日、GIGA）
- 本当にあった呪いのエロビデオ（9月23日、ナチュラルハイ）オムニバス作品
- 大喰いチャレンジ第2巻（10月8日、GALLOP）
- THE　FUCK　FUCK　FUCK　3時間DX狂棒炸裂の11人斬り（10月22日、クリスタル映像）
- 放課後レズレッスン2（11月4日、ハンドメイドヒョジン）
- 放課後発射クラブ（11月18日、SODクリエイト）
- 保健体育 成長するカラダ（11月20日、イマージュ）オムニバス作品
- 放課後レズレッスン3（12月4日、ハンドメイドヒョジン）
- ウォーリア イン バトルゾーン＜前編＞（12月10日、GIGA）
- 突撃生レポーター 現場からは以上ですっ!!（12月10日、LEO）
- 裏 ゴックンバズーカ100連発 橘真央（12月16日、SODクリエイト）
- シゴキ 2（12月24日、GIGA）

2005年
- SODグループ10メーカーが2005年のテーマを撮りおろしました（1月1日、SODクリエイト）
- そしゃく（1月6日、ディープス）
- 森川流 未公開レズ接吻コレクション（1月20日、ハンドメイドビジョン）
- ウォーリア イン バトルゾーン＜後編＞（1月28日、GIGA）
- いやしの在宅介護（2月15日、アレックス）オムニバス作品
- 家庭教師は女子大生Special 9（2月18日、クリスタル映像）
- 酔娘伝#22（3月11日、桃太郎映像出版）
- セクハラ株式会社 危ない人事異動（3月11日、LEO）
- Hカップ爆乳家政婦は見た!（3月18日、ルビー）
- 妖艶接吻女学院（4月5日、アウダースジャパン）
- さいとう真央 レズ開眼（4月7日、ハンドメイドヒョジン）
- 新人バスガイド17人!研修合宿の裏側全部見せます（4月7日、V&Rプロダクツ）
- 上原留華 レズ開眼（5月4日、ハンドメイドヒョジン）
- 僕、専用。[Z]04（5月13日、ゴーゴーズ）
- 微・女子校生（5月27日、ロイヤルアート）
- これが噂の痙攣薬漬けレズヴァージョンvol.4（6月4日、ナチュラルハイ）
- no return（7月7日、アタッカーズ）
- 中高年の為に...若い娘を抱きたい 2（8月10日、FA映像）
- 痴女ホテル（8月20日、イマージュ）
- ぬるシス増刊号! ようこそぬるぬるタウンへ 母さん、都会はスゴかところです! の巻（9月6日、エムズ・ファクトリー）
- 無人島ロワイヤル（9月15日、アレックス）
- エロランジェリーTVショッピング（9月20日、ネクストイレブン）
- バーチャルデート 女友達と海に行こう（9月20日、ネクストイレブン）
- リアル・スペクタクル6（9月23日、オブテイン・フューチャー）
- 中出○巨乳学園・2（9月30日、ロイヤルアート）
- THE KING GAME（10月15日、アレックス）
- エロネタクイズ国内予選（11月15日、アレックス）
- これが噂の痙攣薬漬けレズヴァージョン 5（12月21日、ナチュラルハイ）
- tokyo rave 7（12月23日、未来・フューチャー）

2006年以降
- サイド・ビー妄想シアターヨゴレと美少女のSEX（2006年2月25日、サイド・ビー製作室）
- 〜甘美で卑猥な女3人レズ性活〜美味しい唾液と挿して感じるベロチンコ（2006年11月1日、V（ヴィ））
- THE MASTER OF ニーソックス 2（2007年3月16日、HRC）

### アダルトビデオ（監督作品）
- 橘真央のレズバージン千人斬り（2005年7月7日、ハンドメイドヒョジン）